# باوزر جونيور
باوزر جونيور باليابانية :(クッパJr)
شخصية ألعاب فيديو من سلسلة سوبر ماريو من شركة نينتندو ظهر أول مرة سنة 2002 و هو شخصية شريرة و ابن باوزر حيث يعتبر عدو لماريو في أجزاء من السلسلة.